# Ljóðaháttr
Ljóðaháttr (del nórdico antiguo, métrica de los cantos) fue una forma métrica de composición en la poesía escáldica usado en manuscritos que asigna discursos en rúbricas marginales. Era un conjunto de un verso aliterativo largo, de dos hemistiquios, y uno breve sin cesura. Se usaba principalmente en poesía culta y siempre tenían seis versos divididos en dos semiestrofas.
Entre los ejemplos más notables se encuentran Vafþrúðnismál, Skírnismál, Lokasenna, Hárbarðsljóð y Fáfnismál. Es una de las tres métricas comunes en la Edda poética.